# Roscigno
Roscigno – miejscowość i gmina we Włoszech, w regionie Kampania, w prowincji Salerno.
Według danych na rok 2004 gminę zamieszkiwały 993 osoby, 70,9 os./km².